# Dytiscus caraboides
Dytiscus caraboides is een keversoort uit de familie waterroofkevers (Dytiscidae). De wetenschappelijke naam van de soort is voor het eerst geldig gepubliceerd in 1758 door Linnaeus.